# Pannessières
Pannessières és un municipi francès situat al departament del Jura i a la regió de Borgonya - Franc Comtat. L'any 2007 tenia 443 habitants.

## Demografia

### Població
El 2007 la població de fet de Pannessières era de 443 persones. Hi havia 196 famílies de les quals 60 eren unipersonals (16 homes vivint sols i 44 dones vivint soles), 68 parelles sense fills, 48 parelles amb fills i 20 famílies monoparentals amb fills.
La població ha evolucionat segons el següent gràfic:
Habitants censats

### Habitatges
El 2007 hi havia 225 habitatges, 202 eren l'habitatge principal de la família, 10 eren segones residències i 13 estaven desocupats. 201 eren cases i 22 eren apartaments. Dels 202 habitatges principals, 170 estaven ocupats pels seus propietaris, 28 estaven llogats i ocupats pels llogaters i 4 estaven cedits a títol gratuït; 2 tenien una cambra, 9 en tenien dues, 30 en tenien tres, 48 en tenien quatre i 113 en tenien cinc o més. 180 habitatges disposaven pel capbaix d'una plaça de pàrquing. A 75 habitatges hi havia un automòbil i a 108 n'hi havia dos o més.

### Piràmide de població
La piràmide de població per edats i sexe el 2009 era:
| Homes | Edats   | Dones |
| ----- | ------- | ----- |
| 0     | 95 o +  | 0     |
| 4     | 90 a 94 | 4     |
| 0     | 85 a 89 | 0     |
| 0     | 80 a 84 | 8     |
| 12    | 75 a 79 | 16    |
| 12    | 70 a 74 | 8     |
| 16    | 65 a 69 | 16    |
| 12    | 60 a 64 | 0     |
| 8     | 55 a 59 | 16    |
| 4     | 50 a 54 | 16    |
| 32    | 45 a 49 | 16    |
| 28    | 40 a 44 | 24    |
| 20    | 35 a 39 | 12    |
| 12    | 30 a 34 | 16    |
| 12    | 25 a 29 | 8     |
| 0     | 20 a 24 | 0     |
| 8     | 15 a 19 | 16    |
| 20    | 10 a 14 | 24    |
| 20    | 5 a 9   | 12    |
| 4     | 0 a 4   | 8     |

## Economia
El 2007 la població en edat de treballar era de 288 persones, 218 eren actives i 70 eren inactives. De les 218 persones actives 212 estaven ocupades (110 homes i 102 dones) i 6 estaven aturades (3 homes i 3 dones). De les 70 persones inactives 35 estaven jubilades, 23 estaven estudiant i 12 estaven classificades com a «altres inactius».

### Ingressos
El 2009 a Pannessières hi havia 202 unitats fiscals que integraven 483,5 persones, la mediana anual d'ingressos fiscals per persona era de 21.269 €.

### Activitats econòmiques
Dels 10 establiments que hi havia el 2007, 4 eren d'empreses de construcció, 2 d'empreses de comerç i reparació d'automòbils, 1 d'una empresa d'hostatgeria i restauració, 2 d'entitats de l'administració pública i 1 d'una empresa classificada com a «altres activitats de serveis».
Dels 4 establiments de servei als particulars que hi havia el 2009, 1 era un paleta, 1 fusteria, 1 lampisteria i 1 restaurant.
L'any 2000 a Pannessières hi havia 15 explotacions agrícoles que ocupaven un total de 486 hectàrees.

## Poblacions més properes
El següent diagrama mostra les poblacions més properes.